# マダム・オーギュスト・クオック
『マダム・オーギュスト・クオック』(Madame Auguste Cuoq) は、フランスの画家ギュスターヴ・クールベが、19世紀半ばに描いた肖像画。キャンバスに油彩で制作された本作は、しばしば肖像画のモデルとなったフランス人女性マティルド・デポルテ (Mathilde Desportes)、すなわちマダム・オーギュスト・クオック (Madame Auguste Cuoq) を描いたものである。本作は、メトロポリタン美術館の収蔵品となっている。

## 概要
クールベが本作を描いたのは、1852年から1857年にかけてのいずれかの時点においてであり、後にこの作品は1867年の彼の展示会で公開された。肖像画の主題で、作品名ともなっているマダム・オーギュスト・クオックは、クールベやジャン＝ジャック・エンネルをはじめ、何人もの著名な画家によって描かれている。彼女の夫は、妻の美しさを捉えていないとして、この肖像画を拒んだという。その大きさや、親密な雰囲気において、本作はクールベの作品の中でも最も例外的なもののひとつと評されてきた。本作は、ルイジーン・ハヴマイヤーの所有となり、さらにその後、ハヴマイヤー・コレクションからメトロポリタン美術館に寄贈された。